# Élections législatives norvégiennes de 2009
Les élections législatives norvégiennes de 2009 (en norvégien : Stortingsvalet 2009) se sont tenues le lundi 14 septembre 2009, afin d'élire les cent soixante-neuf députés du Storting pour un mandat de quatre ans.
Le scrutin a été remporté par la coalition des « Rouges-verts » du ministre d'État travailliste Jens Stoltenberg.

## Contexte
Vingt-quatre partis politiques ont pris part à ces élections,, avec parmi eux les trois partis de la majorité de centre gauche sortante, le Parti travailliste du premier ministre Jens Stoltenberg et ses alliés du Parti socialiste de gauche et du Parti du centre, rassemblés au sein de la coalition « rouge-verte ». Ils auront pour principaux concurrents les partis de l'opposition de droite, à savoir le Parti du progrès (nationalistes populistes libéraux économiquement), le Parti de droite (conservateurs libéraux), le Parti démocrate-chrétien et le Parti libéral (centre droit).
Parmi les principaux partis non-représentés au Parlement ont été en lice le Parti du littoral défendant les intérêts des pêcheurs, les Démocrates (extrême droite), « Rouge » (extrême gauche) et le Parti de l'environnement (écologistes). Ces partis présenteront des candidats dans tous les comtés, contrairement aux douze autres partis minoritaires qui ne sont pas parvenus à constituer des listes partout.

### Issues envisageables
Dès le début de l'année 2008, les médias norvégiens se sont employés à spéculer sur les résultats de cette élection, les partis politiques exprimant dans le même temps leurs objectifs et leurs préférences par rapport à des partenaires de coalition potentiels. Aucun parti politique n'a eu seul la majorité au Parlement depuis 1961, et le premier parti politique du royaume, le Parti travailliste, ne détient que 61 sièges de députés sur 169. Il est donc quasi-certain que le scrutin aboutisse à la formation d'un gouvernement de coalition, d'un gouvernement minoritaire, ou les deux à la fois.

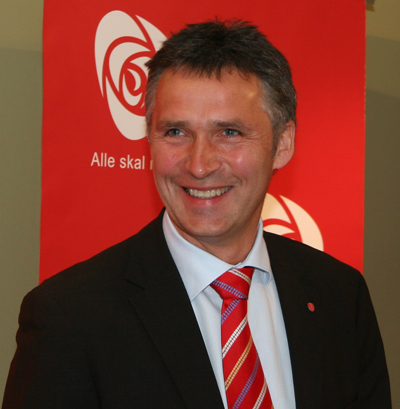
Jens Stoltenberg

Le premier ministre et leader du Parti travailliste, Jens Stoltenberg, souhaite une reconduction de la majorité sortante. Mais si les trois partis de la coalition rouge-verte perdent leur majorité, il y a peu de chances pour que l'expérience gouvernementale de cette alliance perdure. Le Parti travailliste se verrait alors en position de former un gouvernement minoritaire de sa propre initiative, le tabloïde Verdens Gang révélant en mars 2008 que cette option est sérieusement envisagée par la direction du parti.
Si le centre gauche au pouvoir venait à perdre sa majorité, les conséquences pourraient être multiples. La coalition a peu de chances de rester en place dans le cadre d'un gouvernement minoritaire, mais les quatre partis de l'opposition de droite ne forment pas un bloc uni.
Le chef du Parti libéral, Lars Sponheim, a ainsi déclaré en septembre 2007 que son parti ne sera membre ni ne soutiendra aucune coalition comprenant en son sein le Parti du progrès, le Parti libéral s'étant en outre déclaré plus ouvert à Jens Stoltenberg qu'au chef du Parti du progrès, Siv Jensen. Les libéraux sont plutôt favorables à la formation d'une nouvelle coalition avec le Parti démocrate-chrétien et le Parti de droite. Le chef de file des démocrates-chrétiens, Dagfinn Høybråten, est sur la même position, mais s'il refuse de participer à une coalition dominée par le Parti du progrès, il n'exclut toutefois pas son soutien à un éventuel gouvernement comprenant des membres de ce parti.
Le Parti du progrès, par la voix de sa leader Siv Jensen, a déclaré qu'il ne soutiendra pas un gouvernement de coalition auquel il ne participerait pas, excluant de fait de soutenir un gouvernement minoritaire Parti de droite-libéraux-démochrétiens. Il est au contraire prêt à former un gouvernement minoritaire seul, dans le cas où il obtiendrait plus d'élus que les trois autres partis d'opposition, ou un gouvernement avec ces derniers si cela s'avère finalement possible.
La dirigeante du Parti de droite, Erna Solberg, est pour sa part favorable à la formation d'une nouvelle coalition sur la base d'une majorité de droite incluant le Parti du progrès, le Parti libéral et le Parti démocrate-chrétien. Solberg voit son parti comme un trait d'union entre le Parti du progrès et les deux partis du centre-droit, du fait des tensions existant entre ces derniers.

## Procédure électorale
Les candidats seront élus pour un mandat de quatre ans au scrutin proportionnel plurinominal, dans le cadre de circonscriptions correspondant à chacun des 19 comtés du pays. La méthode de répartition des sièges utilisée est une version modifiée de la méthode de Sainte-Laguë. Les listes présentées par les différents partis politiques ont été enregistrées le 31 mars 2009. Il sera possible de voter par anticipation à partir du 10 août 2009, bien que certaines municipalités ne puissent déclencher la procédure dans leur juridiction qu'à partir du 13 septembre.
L'actuel système électoral norvégien a été très critiqué depuis la dernière élection, au cours de laquelle la coalition rouge-verte a obtenu une majorité absolue d'élus avec 48 % des suffrages exprimés à l'échelle nationale, alors que les partis d'opposition avaient de leur côté rassemblé 49 % des voix. Plusieurs raisons ont pu expliquer cette anomalie : la méthode de répartition proportionnelle dans le cadre de circonscriptions à faible magnitude a par exemple pour caractéristique d'avantager les grands partis, comme le Parti travailliste, arrivé largement en tête en 2005. La bonne implantation du Parti du centre dans certaines communes rurales pourrait également expliquer sa relative sur-représentation. Il a aussi été reproché à certains comtés du nord du pays, comme le Finnmark, fief des travaillistes, de disposer d'un nombre de sièges à pourvoir trop élevé par rapport à leur démographie, des comtés plus densément peuplés comme Oslo et Hordaland étant à titre de comparaison moins justement représentés.
Une analyse en profondeur de ces diverses données révèle ainsi que pour le scrutin de 2009, la coalition sortante n'aura besoin que d'un total de 46 % des suffrages exprimés sur l'ensemble du territoire pour conserver sa majorité au Parlement, quand bien même l'opposition obtiendrait la majorité absolue des suffrages exprimés, même avec un écart de 100 000 voix. Pareil phénomène a déjà été observé en 2005 dans le comté de Vestfold, où l'opposition, avec 56 % des suffrages exprimés, avait obtenu moins de représentants que la coalition rouge-verte,.

### Répartition des sièges
| Circonscriptions       | Sièges | +/-           | Carte |
| ---------------------- | ------ | ------------- | ----- |
| Akershus               | 15     | en stagnation |       |
| Aust-Agder             | 3      | en stagnation |       |
| Buskerud               | 8      | en stagnation |       |
| Finnmark               | 4      | en stagnation |       |
| Hedmark                | 7      | en stagnation |       |
| Hordaland              | 14     | en stagnation |       |
| Møre og Romsdal        | 8      | en stagnation |       |
| Nord-Trøndelag         | 5      | en stagnation |       |
| Nordland               | 9      | en stagnation |       |
| Oppland                | 6      | en stagnation |       |
| Oslo                   | 16     | en stagnation |       |
| Rogaland               | 12     | en stagnation |       |
| Sogn og Fjordane       | 4      | en stagnation |       |
| Sør-Trøndelag          | 9      | en stagnation |       |
| Telemark               | 5      | en stagnation |       |
| Troms                  | 6      | en stagnation |       |
| Vest-Agder             | 5      | en stagnation |       |
| Vestfold               | 6      | en stagnation |       |
| Østfold                | 8      | en stagnation |       |
| Sièges complémentaires | 19     | en stagnation |       |
| Total                  | 169    | en stagnation |       |

## Tendances
Lors des élections législatives de 2005, le Parti travailliste était arrivé nettement en tête avec un total de 32,7 % des suffrages exprimés. Le Parti du progrès, devenu pour la première fois la deuxième formation politique du pays, avait obtenu 22,1 %. Suivaient le Parti de droite, en chute libre avec 14,1 %, le Parti socialiste de gauche avec 8,8 %, le Parti démocrate-chrétien avec 6,8 %, le Parti du centre avec 6,5 % et le Parti libéral avec 5,9 %, les partis minoritaires ayant pour leur part rassemblé un total de 3,1 % des suffrages exprimés. Lors des élections locales (municipales et des comtés), le Parti travailliste avait obtenu des scores aux alentours des 30 %, contre environ 19 % au Parti de droite, 18 % au Parti du progrès, 8 % au Parti du centre, 6,5 % au Parti démocrate-chrétien, un peu moins pour le Parti socialiste populaire qui a vu son score divisé par deux en conséquence de l'impopularité des politiques menées par ses représentants au gouvernement, et près de 6 % au Parti libéral.
Les récentes enquêtes d'opinion créditent le Parti travailliste de scores compris entre 29 et 35 %, contre des intentions de vote comprises entre 24 et 30 % pour le Parti du progrès, 13 à 18 % pour le Parti de droite, 6 à 9 % pour le Parti socialiste de gauche, 5 à 7 % pour le Parti démocrate-chrétien, et à 4 à 6 % pour le Parti du centre comme pour le Parti libéral.

## Résultats
Les premières projections ont fait état d'un rapport de force extrêmement serré. Les deux principaux instituts de sondage du pays donnent dans un premier temps les partis d'opposition et la coalition sortante au coude à coude, les projections publiées dans la soirée donnant tantôt un camp vainqueur, tantôt l'autre, avec dans tous les cas une très faible majorité d'un ou deux sièges.
|                        |                                            |           |       |      |        |               |  |
| Partis                 | Partis                                     | Voix      | %     | +/-  | Sièges | +/−           |  |
|                        | Parti travailliste (Ap)                    | 949 049   | 35,37 | 2,68 | 64     | 3             |  |
|                        | Parti du progrès (FrP)                     | 614 717   | 22,91 | 0,85 | 41     | 3             |  |
|                        | Parti conservateur (H)                     | 462 458   | 17,24 | 3,14 | 30     | 7             |  |
|                        | Parti socialiste de gauche (SV)            | 166 361   | 6,20  | 2,63 | 11     | 4             |  |
|                        | Parti du centre (Sp)                       | 165 006   | 6,15  | 0,33 | 11     | en stagnation |  |
|                        | Parti populaire chrétien (KrF)             | 148 748   | 5,54  | 1,24 | 10     | 1             |  |
|                        | Parti libéral (V)                          | 104 144   | 3,88  | 2,04 | 2      | 8             |  |
|                        | Parti rouge (R)                            | 36 219    | 1,35  | 0,12 | 0      | en stagnation |  |
|                        | Parti des retraités (PP)                   | 11 900    | 0,44  | 0,07 | 0      | en stagnation |  |
|                        | Parti de l'environnement - Les Verts (MDG) | 9 286     | 0,35  | 0,21 | 0      | en stagnation |  |
|                        | Parti du littoral (Kp)                     | 5 341     | 0,20  | 0,63 | 0      | en stagnation |  |
|                        | Parti de l'unité chrétienne (KSP)          | 4 936     | 0,18  | 0,03 | 0      | en stagnation |  |
|                        | Autres partis                              | 4 738     | 0,18  | -    | 0      | en stagnation |  |
|                        |                                            |           |       |      |        |               |  |
| Suffrages exprimés     | Suffrages exprimés                         | 2 682 903 | 99,49 |      |        |               |  |
| Votes blancs           | Votes blancs                               | 11 684    | 0,43  |      |        |               |  |
| Votes nuls             | Votes nuls                                 | 2 048     | 0,08  |      |        |               |  |
| Total                  | Total                                      | 2 696 635 | 100   | -    | 169    | en stagnation |  |
| Abstentions            | Abstentions                                | 834 150   | 23,63 |      |        |               |  |
| Inscrits/Participation | Inscrits/Participation                     | 3 530 785 | 76,37 |      |        |               |  |

### Résultats par blocs
|       |                              |           |       |      |        |               |  |  |  |  |  |  |  |  |
| Parti | Parti                        | Voix      | %     | +/-  | Sièges | +/-           |  |  |  |  |  |  |  |  |
|       | Bloc bourgeois (FrP-H-KrF-V) | 1 330 067 | 49,58 | 0,73 | 83     | 1             |  |  |  |  |  |  |  |  |
|       | Rouge-verts (Ap-Sp-SV)       | 1 280 416 | 47,73 | 0,27 | 86     | 1             |  |  |  |  |  |  |  |  |
|       | Autres partis                | 72 420    | 2,70  | -    | 0      | -             |  |  |  |  |  |  |  |  |
|       |                              |           |       |      |        |               |  |  |  |  |  |  |  |  |
| Total | Total                        | 2 682 903 | 100   | -    | 169    | en stagnation |  |  |  |  |  |  |  |  |

## Conséquences
Les élections législatives suivantes ont eu lieu en 2013.